# آنا ويلسون (كرة سلة)
آنا كريستين ويلسون، المولودة في الثاني عشر من يوليو عام 1997م، هي لاعبة كرة سلة جامعية أمريكية سابقة لعبت لصالح فريق جامعة ستانفورد كاردينال الرياضي النسائي ضمن منافسات الرابطة الوطنية الرياضية للمستجدات بمنطقة المحيط الهاديء المعروفة باسم (باللغة الإنجليزية: Pacific-12 Conference). وهي تلعب في مركز الحراسة،  وتحتفظ بالرقم القياسي للفريق الخاص بمشاركتها في أكثر عدد ممكن من المباريات طوال مسيرتها المهنية مع الفريق والتي بلغت 160 مباراة،  وهو الرقم الذي يضعها في المرتبة الرابعة على قائمة اللاعبات الأكثر مشاركة بالمباريات في تاريخ الرابطة الوطنية الرياضية الخاصة بالكليات والمعروفة اختصارًا بـ(بالإنجليزية: NCAA). وفي بطولة كأس العالم لكرة السلة تحت 17 سنة للسيدات لعام 2014م، تمكنت آنا ويلسون من تحقيق الفوز بالميدالية الذهبية كجزء من منتخب الولايات المتحدة لكرة السلة للسيدات تحت 17 عامًا. وقد مارست آنا ويلسون رياضة كرة السلة لمدة ثلاث سنوات دراسية في "مدرسة كوليجيات الثانوية"، وخلال تلك الفترة استطاعت أن تحقق العديد من الأرقام القياسية؛ حيث سجلت 246 تمريرة حاسمة كأكثر لاعبة في تاريخ المدرسة تسجيلًا لهذا العدد من التمريرات الحاسمة، كما أنها احتلت المركز الخامس في قائمة هدافي الفريق بعدما أحرزت 735 نقطة خلال مبارياتها معه.
وبالانتقال للعب مع نادي "بيلفيو هاي سكول" و"ذرفوردز لكرة السلة للفتيات" كنجمة بارزة في صفوف الكبار، فقد انتهى موسم النادي لعام 2016م دون تلقي أية هزائم وحقق لقب البطولة الرسمية للولاية للفئة العمرية "3 أيه"، وتم اختيار آنا ويلسون للمشاركة في مباراة "عموم أمريكا - ماكدونالز" وهي لعبة كرة سلة للفتيات من كل النجوم تتألف من العديد من خريجي كرة السلة في المدارس الثانوية الأمريكية والكندية ذوي التصنيف العالي، والتي تُعد بمثابة تكريم لأفضل لاعبات السلة الناشئات اللاتيّ حققن إنجازات رياضية لافتة في المرحلة الثانوية.
في جامعة ستانفورد، لعبت ويلسون دور البديل بشكل أساسي حتى موسمها الأخير كطالبة دراسات عليا. ومع ذلك، ففي موسمها الأخير كطالبة دراسات عليا، بدأت كل مباراة وحصلت على جائزة أفضل لاعب دفاعي مشترك في مؤتمر رابطة الجامعات الرياضية بمنطقة المحيط الهادئ المعروف اختصارًا باسم "مؤتمر باك-12 [الإنجليزية]"، بالإضافة إلى اختيارها لتشكيلة الفريق الدفاعي للمؤتمر نفسه، وتوجت مجهوداتها بحصولها على لقب بطولة الرابطة الوطنية لرياضة الجامعات الدرجة الأولى والمعروف اختصارًا باسم (NCAA) برفقة فريق الكاردينال الرياضي النسائي.
أنهت ويلسون مسيرتها الرياضية في ستانفورد للدراسات العليا في عام 2022 بعد ستة مواسم رياضية، وكررت الإنجاز ذاته بتكرار اختيارها لتشكيلة المؤتمر الرياضي لفريق كرة السلة للسيدات التابع للرابطة المذكورة. وبعد التخرج أعلنت ويلسون عن انضمامها لمسودة دوري كرة السلة الأمريكي للمحترفات المعروف اختصارًا باسم (WNBA) لعام 2022م، ولكنها لم تحصل على فرصة للانضمام لأي من فرق الدوري. الجدير بالذكر أن شقيق ويلسون الأكبر يدعى راسل ويلعب في مركز الظهير الرباعي لنادي دنفر برونكوز في الدوري الوطني لكرة القدم، والذي سبق له وأن توج بلقب السوبر بول الثامن والأربعين رفقة نادي سياتل سيهوكس.

## الحياة المبكرة والمهنية في المدرسة الثانوية
ولدت آنا في الثاني عشر من يوليو عام 1997 في ريتشموند بولاية فيرجينيا، لوالديها تامي وهاريسون ويلسون الثالث. والدتها ممرضة ووالدها محام. كان والدها يمارس كرة القدم الأمريكية والبيسبول أثناء دراسته في كلية دارتموث. وقد كانت جدتها أستاذة جامعية وتخرج عمها من كلية الحقوق بجامعة هارفارد. بدأت اللعب بكرة السلة منذ سن مبكرة، وكان والدها يدربها على لعب كرة السلة في جمعية الشبان المسيحيين قبل أن توافيه المنية عندما بلغت الثانية عشرة من عمرها.
شاركت ويلسون مع فريق الولايات المتحدة الوطني لكرة السلة تحت 16 سنة خلال التجارب التي أقيمت في عام 2013. وفي العام التالي، فازت بميدالية ذهبية في بطولة العالم لكرة السلة تحت 17 سنة للسيدات والتي أقيمت في إسبانيا بعد فوز المُنتخب الأمريكي على نظيره الإسباني بنتيجة 77 مقابل 75. وقد لعبت ويلسون لمدة 3 دقائق وخمس ثوان، ولم تنجح في محاولتها الوحيدة لتسجيل الهدف. وكانت قد تلقت تعليمها المدرسي في مدرسة كوليجيت الخاصة الواقعة في مدينة ريتشموند بولاية فرجينيا، ثم انتقلت للعيش في باليفو بواشنطن لإتمام دراستها الثانوية هناك. وتأثرت ويلسون كثيرا بطريقة لعب ستيف ناش لاعب كرة سلة أمريكي شهير،  وأسوة به، تخصصت باللعب في مركز صناعة الألعاب. وبعد ثلاثة مواسم دراسية، تمكنت ويلسون من تحطيم الرقم القياسي للمدرسة في عدد التمريرات الحاسمة برصيد 246 تمريرة، كما احتلت المركز الخامس في قائمة هدافي الفريق التاريخيين برصيد 735 نقطة. أما بالنسبة لفريق ثانوية بيلفو ولفيرينز، فقد اختارها زملاؤها قائدة للفريق نظرا لمهاراتها القيادية وأدائها المتميز داخل الملعب. حيث لعبت ويلسون دور النقطة المحورية في الفريق، ونجحت في إحراز معدل 15.3 نقطة لكل مباراة بالإضافة إلى 3.2 عملية سرقة للكرة و4.6 تمريرة حاسمة في المباراة الواحدة، مما ساعد فريقها على تحقيق سجل خالي من الهزائم والفوز ببطولة الولاية للفئة 3A من المدارس الثانوية للفتيات.
صنفت مجلة "إي إس بي إن هوبجورلز" ويلسون كرياضية موهوبة ذات خمس نجوم وترتيبها 42 كأفضل رياضية في فئتها العمرية، بينما صنف موقع "Prospects Nation" الرياضية ويلسون كرياضية موهوبة بأربع نجوم وترتيبها كأفضل 34 رياضية في فئتها العمرية. حصلت ويلسون على شهادة الثانوية العامة في عام 2016. وتم اختيارها للمشاركة في "لعبة ماكدونالدز أول أمريكان"، وهي عبارة عن مسابقة تضم مجموعة من أبرز لاعبات كرة السلة اللاتي أنهين المرحلة الثانوية في كل من الولايات المتحدة وكندا، ولعبت جنبًا إلى جنب مع المسابقة المخصصة للطلاب الذكور.
وقبل بدء اللعبة، تعرضت ويلسون لإصابة بارتجاج الدماغ للمرة الثالثة خلال التدريبات،  وبالتالي لم تتمكن من المشاركة في اللعبة. وكطالبة في السنة الثانية في المدرسة الثانوية، أعلنت ويلسون نيتها الانضمام واللعب لصالح جامعة ستانفورد، ولديها أيضا عروض للعب ضمن صفوف جامعات ويك فورست وماريلاند وماركيت وويسكونسن وفيرجينيا.

## مسيرتها في الكلية

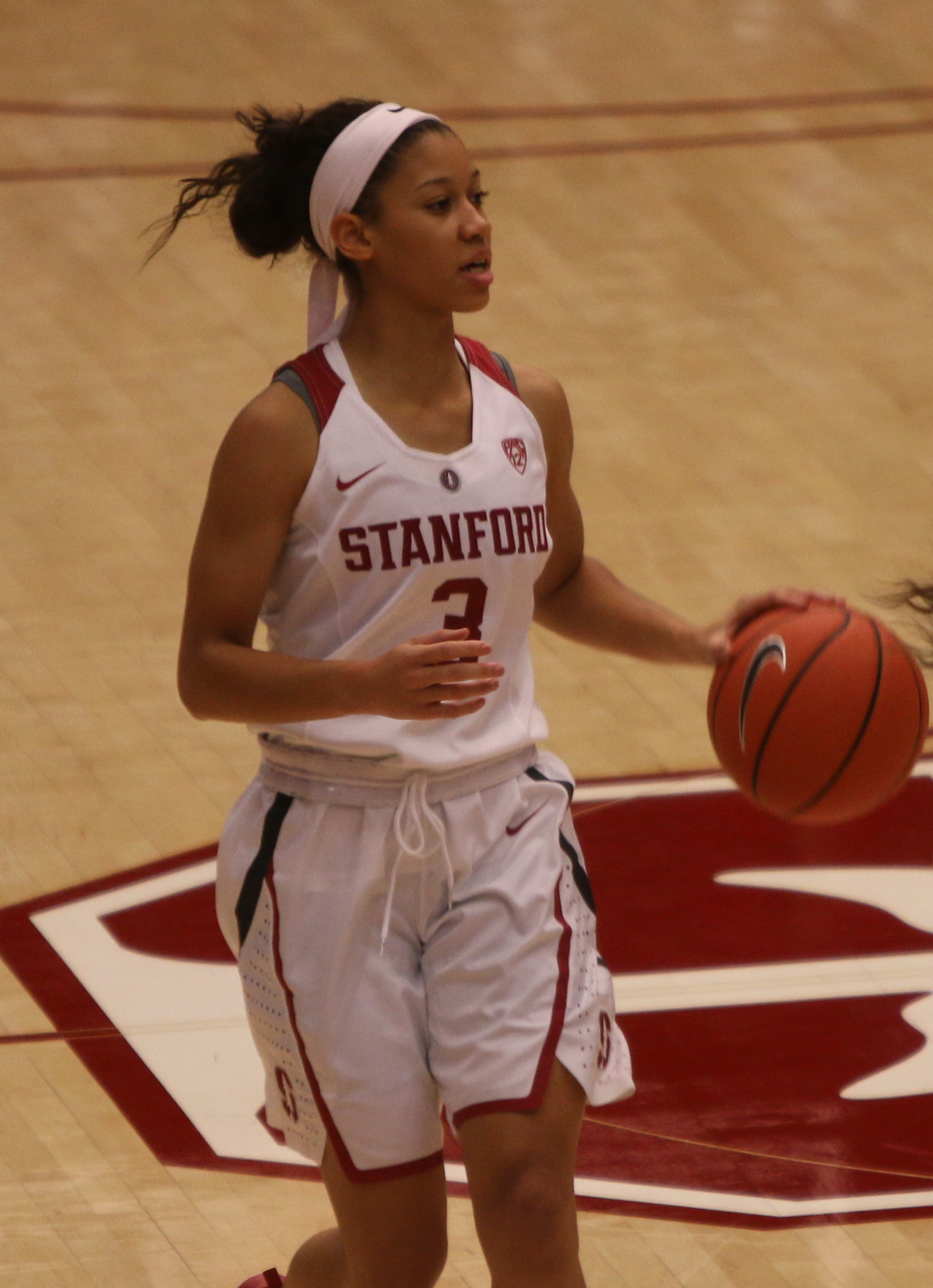
ويلسون مع فريق ستانفورد كطالب جديد في عام 2016

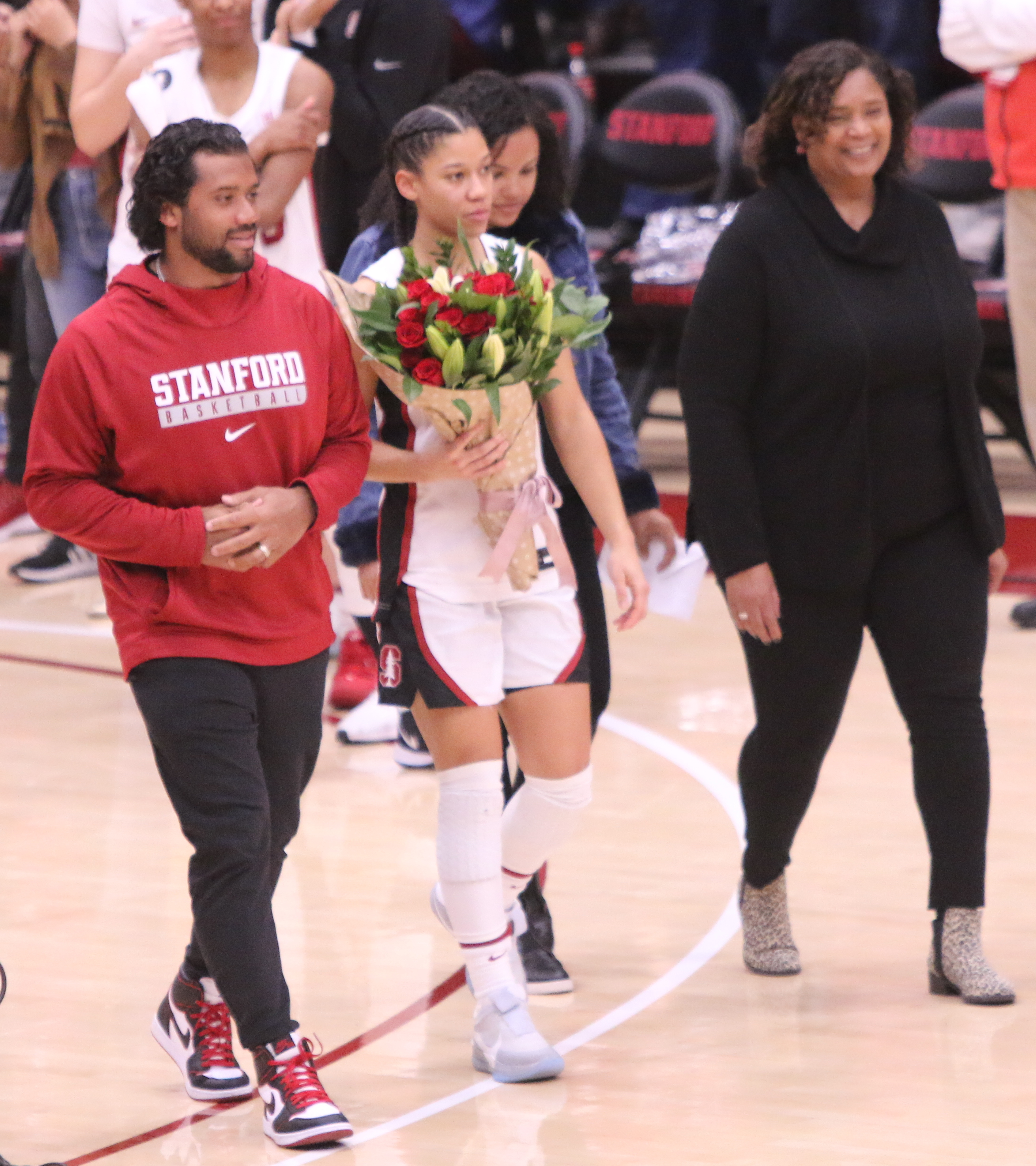
ويلسون مع أفراد عائلتها في عام 2020

لعبت ويلسون مع فريق كرة السلة للسيدات لجامعة ستانفورد في عام 2016 كطالبة مستجدة. إلا أنها لم تشارك سوى في ست مباريات بسبب مشاكل صحية مختلفة طوال الموسم. ففي بداية الموسم، كانت لا تزال تتعافى من إصابتها بارتجاج الدماغ الذي تعرضت له قبل ذلك، ولذا فإنها تغيبت عن المباريات الإحدى عشرة الأولى. ومن ثم أصيبت في قدمها اليمنى مما أدى إلى غيابها عن المباريات الإحدى عشرة الأخيرة من الموسم. ظهرت ويلسون لأول مرة مع فريق ستانفورد ضد فريق "ييل بولدوج لكرة السلة للسيدات" وسجلت 11 نقطة خلال سبعة عشر دقيقة من اللعب وساهم أداؤها بفوز فريقها بنتيجة 102 مقابل 44 نقطة. وخلال موسمها الأول، أحرزت 17 نقطة وذلك بمعدل ثلاث نقاط لكل مباراة وبواقع 48 دقيقة من اللعب. وحصلت ويلسون على فرصتها الأولى للبدء في إحدى المباريات عندما واجهت فريق كلية "يو إن إل ريفلز ليدي"، وتمكنت حينها من إحراز 8 نقاط. وحققت ويلسون أعلى رصيد لها هذا الموسم وهو 21 نقطة في مباراة خسرها فريقها أمام فريق كلية أوهايو ستيت باكيز بفارق ضئيل وصل إلى 14 نقطة. وبلغ متوسط إسهامات ويلسون في النقاط لكل مباراة 3.3 نقطة وبواقع 10.7 دقيقة لكل مباراة، كما أنها بدأت مباراتين من أصل ستة عشر مباراة خاضتها مع فريق الجامعة، ولكنها اضطرت للتغيب عن آخر سبع مباريات في الموسم بسبب إصابة في قدمها اليسرى.
في عامها المُبتدئ [الإنجليزية]، بلغ معدل إسهامات ويلسون 2.7 نقطة في المباراة الواحدة، حيث شاركت في 32 مباراة من إجمالي 35 مباراة لفريق ستانفورد كاردينال لكرة السلة للسيدات، وكانت بدايتها لثلاث مباريات فقط. وفي تلك السنة تمكن فريق ستانفورد من الفوز ببطولة مؤتمر باك-12 لكرة السلة للسيدات، ولكنه خرج من جولة النخبة الثمانية من بطولة القسم الأول لكرة السلة للسيدات بعد خسارته أمام فريق جامعة نوتردام الأيرلندية المقاتلة وبنتيجة 84-68.
شغلت ويلسون مقعدًا احتياطيًا للفريق الذي نجح في الوصول إلى نهائي البطولة الإقليمية لمؤتمر باك-12، إلا أنهم خسروا اللقب لحساب فريق البط، ولاحقًا تم إلغاء البطولة الوطنية لكرة السلة للسيدات نظرا لتفشي جائحة كوفيد-19. ولم يتجاوز معدل مساهماتها 2.5 نقطة في المباراة الواحدة. ونظرًا للمشاكل الصحة التي واجهتها ويلسون في سنتها الأولى، فقد مُنحت فرصة أخرى لإكمال دراستها الجامعية وممارسة رياضة كرة السلة لموسم إضافي بناء على قرار لجنة الرابطة الوطنية لرياضة الجامعات الخاص بمنح الاستثناءات الرياضية تحت مسمى "الصعوبة الاستثنائية"، وذلك عقب تقديم طلب استئناف لقرار اللجنة الأولي بالرفض.
في سنتها الخامسة والأخيرة كلاعبة جامعية، بدأت ويلسون جميع المباريات وساهمت بشكل كبير في الدفاع عن سلة الخصم. وقد سجلت أرقامًا قياسية شخصية بالنسبة لعدد الدقائق التي لعبتها في كل مباراة والتي بلغت ثلاثة وعشرين دقيقة وستة أعشار الدقيقة، إضافة إلى عدد الكرات المرتدة والذي بلغ 3.7 في كل مباراة. ونجح فريق ستانفورد في التغلب على خصمه العنيد أريزونا وايلد كاتس بنتيجة 54-53، ليتوج بلقب بطولة القسم الأول لكرة السلة للسيدات التابعة للرابطة الوطنية للرياضة الجماعية (NCAA) لعام 2021. ويذكر أنه كان لويلسون دور بارز في هذه المباراة، إذ لعبت ثلاثين ومضة في وقت اللعب الفعلي وساهمت بخمس نقاط وثلاث تمريرات حاسمة وأربع كرات مرتدة.
وتم اختيار ويلسون لتكون أحد اللاعبين المشتركين الفائزين بجائزة أفضل لاعب دفاعي في المؤتمر الرياضي باك-12 برفقة اللاعبة آري ماكدونالد من فريق أريزونا، وذلك خلال شهر مارس الماضي. وبناء على الظروف غير الاعتيادية التي فرضتها جائحة كوفيد-19، سمح لويلسن بالمشاركة واللعب لسنة إضافية وفقا لقواعد الاستثناء الخاصة بالجائحة، وذلك بعدما اختصر موسم 2020-2021 نتيجة تفشي الفيروس الوبائي. وعلى إثر ذلك، أعلنت ويلسون في 10 مايو عن قرارها بالعودة للعب ضمن صفوف فريق ستانفورد للسنة السادسة على التوالي.
في موسمها السادس مع فريق الكاردينال، لعبت ويلسون 35 مباراة، منها 25 مشاركة كلاعب أساسي، محققة بذلك أعلى معدل دقائق لها على الإطلاق بـ 25.7 دقيقة لكل مباراة. وقد شاركت ويلسون كحارسة نقطة أساسية بجانب لايسي هال بعد تخرج كيانا وليامز. وفي المباراة التي جمعتهم بفريق واشنطن هوسكيز، تمكنت ويلسون من تسجيل الرمية الثنائية الحاسمة بعدما قامت بسرقة تمريرة قادمة إليها لتساعد الفريق في تحقيق الفوز بنتيجة 63-56 في 26 من فبراير. كما تم اختيارها للمرة الثانية ضمن قائمة أفضل اللاعبين دفاعيًا في مؤتمر باك-12، وأنهت الموسم بمعدل نقاط بلغ 4.7 ومعدل كرات مرتدة وصل إلى 2.9 في كل مباراة، بينما خسر فريق ستانفورد للسيدات أمام جامعة كونيتيكت هوسكيز في الدور نصف النهائي لبطولة 2022 الوطنية لدوري الجامعات الوطني لكرة السلة للنساء بنتيجة 63-58.
انتهت مسيرة ويلسون الرياضية في الجامعات الأمريكية برصيد 160 مباراة، وهو الرقم الرابع الأعلى بين كافة الرياضيين المشاركين في تاريخ بطولات الرابطة الوطنية لرياضة الجامعات منذ نشأتها وحتى أبريل 2022، علاوة على كونه أعلى رقم مسجل باسم أي رياضي تابع لفريق ستانفورد لكرة السلة للسيدات عبر تاريخه الحافل بالإنجازات. أعلنت ويلسون عن انضمامها لمسودة دوري رابطة كرة السلة للسيدات المحترفة لعام 2022،  وهي المسودة السنوية التي تتيح الفرصة لفرق الرابطة لاختيار وانتداب لاعبين جدد للانضمام لكشوفاتهم الرياضية والمشاركة معهم في المنافسات الرسمية القادمة. جدير بالذكر أن ويلسون لم يتم اختيارها أو التوقيع معها من قبل أي من فرق الدوري الأمريكي للمحترفات لكرة السلة للنساء (WNBA).

## الإحصائيات المهنية

### كلية
المصدر :

## الحياة الشخصية
آنا ويلسون هي شقيقة لاعب الوسط في دنفر برونكوز، راسيل ويلسون. بالإضافة إلى راسل، لديها شقيق آخر، هاريسون ويلسون الرابع، الذي لعب كرة القدم الجامعية وبيسبول الجامعة لصالح فريق جامعة ريتشموند. حصلت أنا ويلسون على شهادة البكالوريوس في الفنون التطبيقية من جامعة ريتشموند وعلى درجة الماجستير في الدراسات الإعلامية والاتصال من نفس الجامعة.